# Recorrupted (EP)
Recorrupted é uma EP com edição limitada pela banda Whitechapel, que foi lançado em 8 de Novembro de 2011 através da Metal Blade Records. Trata-se de uma canção original, duas de suas canções lançadas anteriormente remixadas ("This Is Exile" e "Violência Criação"), uma versão acústica de "End of Flesh" e um cover da música Pantera "Strength Beyond Strength".

## Lista da trilha
| Recorrupted    |                                            |         |  |
| N.º            | Título                                     | Duração |  |
| 1.             | "Section 8"                                | 4:26    |  |
| 2.             | "Strength Beyond Strength (Pantera cover)" | 3:47    |  |
| 3.             | "Breeding Violence (Big Chocolate Remix)"  | 2:52    |  |
| 4.             | "This Is Exile (Ben Weinman Remix)"        | 3:15    |  |
| 5.             | "End of Flesh (Versão Acoustico)"          | 4:19    |  |
| Duração total: | Duração total:                             | 17:59   |  |

## Créditos
Whitechapel
- Phil Bozeman - vocais
- Alex Wade - guitarra
- Ben Savage - guitarra
- Gabe Crisp - guitarra baixo
- Zach Householder - guitarra
- Ben Harclerode - bateria

Produção
- Miah Lajeunesse - engenheiro de gravação, produtor
- Mark Lewis - mixagem e masterização
- Shawn Carrano e Andrew Roesch - gestão
- Mike Milford - arte-final